# أوب (أورن)
أوب هي بلدية في أورن في منطقة نورماندي في شمال غرب فرنسا.

## تعداد السكان
يعرف السكان باسم ألبينز.